# Jennie Florin
Pour les articles homonymes, voir Florin (homonymie).
Jennie Florin, née le 17 décembre 1979 à Trångsund en Suède, est une handballeuse internationale suédoise qui évolue au poste de demi-centre.

## Biographie
En 2009, Jennie Florin remporte la coupe Challenge, inscrivant notamment 10 buts lors des deux manches de la finale remportée face aux allemandes du Thüringer HC.
Elle dispute son dernier match avec Nîmes avant de mettre fin à sa carrière à l'occasion de la finale de la coupe de la Ligue 2010 face au Metz Handball.

## Palmarès

### En club
compétitions internationales
- vainqueur de la coupe Challenge en 2009 (avec HBC Nîmes)

compétitions nationales
- finaliste de la coupe de France en 2003 (avec HBC Nîmes)
- finaliste de la coupe de la Ligue en 2010 (avec HBC Nîmes)